# Achille Albert Eeman
Achille Albert Eeman (Gent, 5 september 1852 - Alexandrië, Egypte, 14 februari 1920) was een Belgisch volksvertegenwoordiger.

## Levensloop
Eeman stamde uit een geslacht van procureurs en notarissen dat uit Aalst afkomstig was. Zijn vader was Achille Eeman (1809-1891) en zijn moeder Margaret Tucker. Hij trouwde met Agnes Maquet (1852-1886) en ze hadden een zoon, Georges Eeman-Bey (1877-1968).
Hij promoveerde tot doctor in de rechten. In juni 1886 werd hij verkozen tot katholiek volksvertegenwoordiger voor het arrondissement Gent en vervulde dit mandaat tot in 1898.
Hij werd vervolgens procureur-generaal bij de gemengde internationale rechtbanken (hoven van beroep) in Alexandrië, Egypte. In deze internationale rechtbanken zetelden heel wat Belgen.
Hij werd gemeenteraadslid van Alexandrië en vertegenwoordigde deze stad op het eerste internationaal congres over de steden dat in 1913 in Gent werd gehouden.

## Publicatie
- Une législation internationale en Egypte, in: La Vie Internationale, 1913.